# Loučský tunel
Loučský tunel je železniční tunel č. 221 na katastrálním území Dolní Loučky na železniční trati Brno – Havlíčkův Brod mezi stanicí Tišnov a zastávkou Dolní Loučky v km 34,533–35,166.

## Historie
Výstavba trati byla zahájena v roce 1938 a po přerušení druhou světovou válkou pokračovala v roce 1948. Celá trať byla zprovozněna jako novostavba v roce 1953, kdy nahradila tři místní dráhy z přelomu 19. a 20. století. Na trati se nachází celkem osm tunelů (Obřanský, Cacovický, Husovický, Královopolský, Loučský, Lubenský, Níhovský a Havlíčkobrodský).
Výstavba Loučského tunelu byla zadána stavební firmě Ing. Zdenko Kruliš z Prahy. Stavba byla zahájena v roce 1938 a dokončena v roce 1942. Od roku 1944 tunel sloužil jako součást podzemní výrobní továrny Diana. Nesl označení A a byly v něm montovány trupy letadel Bf 109. Po válce byl tunel vyklizen a zprovozněn.

## Geologie a geomorfologie
Oblast se nachází v geomorfologické oblasti Českomoravská vrchovina s celkem Křižanovská vrchovina, podcelkem Bítešská vrchovina a okrskem Deblínská vrchovina s nejvyšším bodem vrchem Pasník (543 m n. m.). Z geologického hlediska je tvořena především metamorfity.

## Popis
Dvojkolejný tunel byl postaven v roce 1942 na železniční trati Brno – Havlíčkův Brod mezi stanicí Tišnov a zastávkou Dolní Loučky. Tunel byl proražen v masívu Pásníku, který je tvořen biotitickými pararulami. Výstavba portálů probíhala v otevřené jámě, ražba tunelu byla provedena rakouskou metodou z obou stran. Tunel měl rubovou izolaci z asfaltových desek.
V dubnu 1944 byla vybetonována podlaha. V pase číslo čtyři byla kolmo na osu tunelu vyražena 16,35 m dlouhá štola, na jejímž konci byl vylomen prostor pro kompresorovnu (8,5×18,1×9 m). Z kompresorovny ve směru k portálu byla vyražena štola profilu 3,0×2,5 m. V pase č. 30 na pravé straně byla vyražena úniková štola, která končila ve svahu kopce dvěma východy. V roce 1946 byly štoly zneprůchodněny kamennou rovnaninou a zazděním. Vytěžená rubanina byla ukládána do náspu vysokého max. 15 m a dlouhého asi 80 m, který navazuje na sousední most Míru.
Tunel leží v nadmořské výšce 320 m a je dlouhý 632,75 m.